# Vagnhallen Slottsskogen

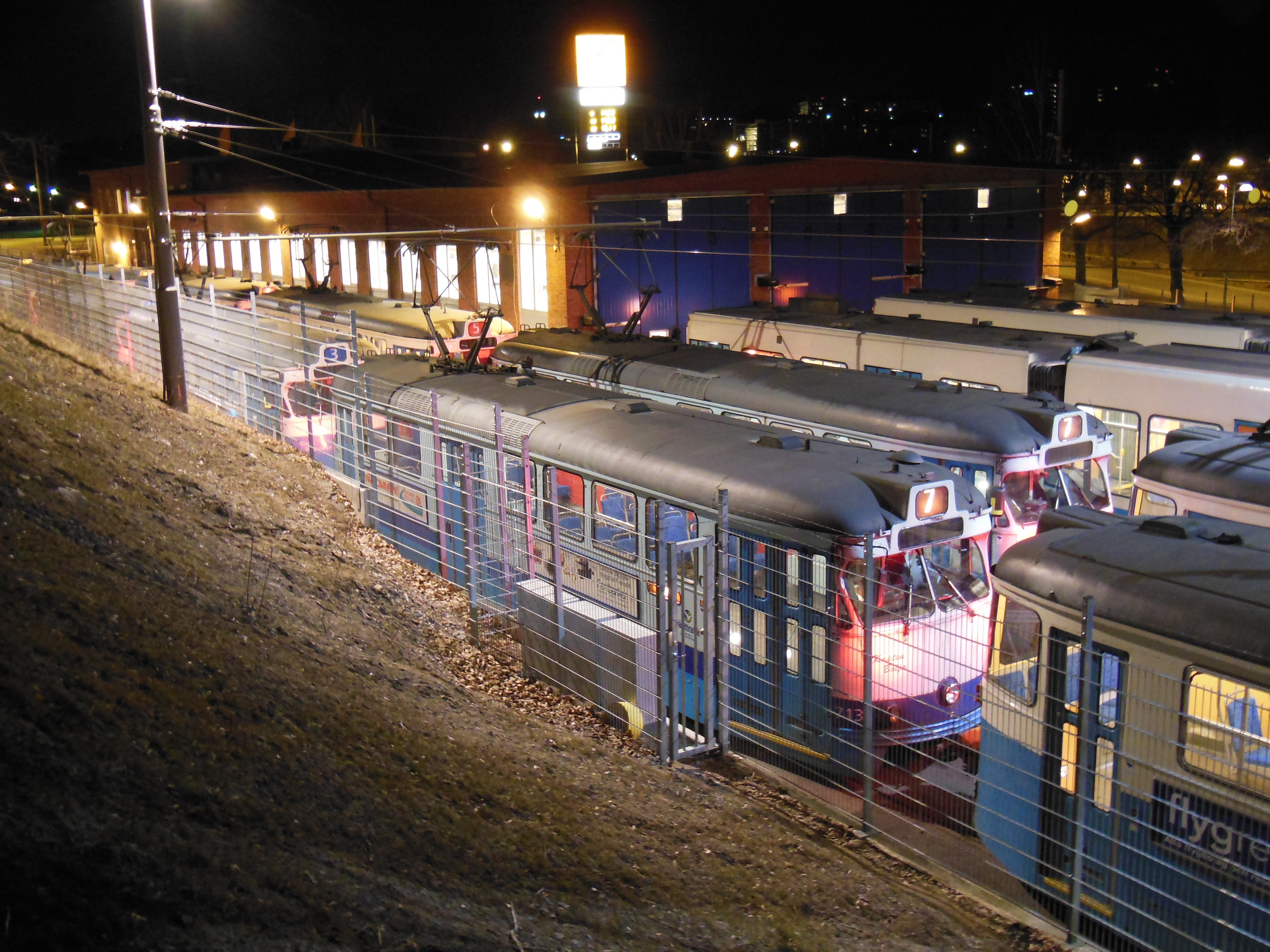
Vagnhallen i april 2013.

Vagnhallen Slottsskogen är en spårvagnshall vid Margretebergsmotet i stadsdelen Slottsskogen i Göteborg. Vagnhallen, inklusive spårområdet runtom, har plats för 48 stycken 15-metersvagnar eller 24 stycken 30-metersvagnar.

## Historia
Byggnaden användes som lokstallar för järnvägslinjen Säröbanan, som inte var elektrifierad. Den första vagnhallen var byggd av trä och stod drygt hundra meter längre österut, ungefär där Dag Hammarskjöldsleden går idag. Träbyggnaden revs och dagens vagnhall byggdes i tegel 1954, men redan 1965 lades Säröbanan ned.
Efter nedläggningen av Säröbanan användes en av dess tågvagnar som kontor till den bensinstation som låg i närheten av vagnhallen. Vagnhallen har använts av Bilprovningen, varit verkstad, bussdepå och användes av Göteborgs stad Park och Natur innan Göteborgs Spårvägar AB (GS) tog över den. Park och Natur hade ett entresolplan med fikarum inne i hallen. I hallen fanns även bastu, verkstad och tvätt. När Park och Natur några år senare behövde spara pengar fick GS i april 2011 erbjudande om att ta över hallen. De tackade ja i juni samma år, och avtal skrevs den sommaren. I september beslutades att den före detta vagnhallen skulle bli vagnhall igen. 1 december 2011 tog GS officiellt över kontraktet.
Vid ombyggnaden upptäcktes att delar av Säröbanans originalspår från 1901 fanns kvar och gick att använda. Detta originalspår tillvaratog man, och det används till två av spåren inne i hallen, fram till portarna där det är skarvat till nytt spår. Mot skogen vid hallen hade man fått bygglov för att ta bort lösa stenar. Det var inte specificerat hur lösa dessa stenar fick vara, vilket gjorde att man lyckades gräva bort en hel del av kullen på vagnhallens västra sida så att man där fick plats med två spår. Hallen är sedan ombyggnaden omgärdad av ett tre meter högt staket. Banverket kräver minst 2,5 meter högt staket runt vagnhallar.
28 december 2012 kördes den första spårvagnen in, men det dröjde ytterligare några månader innan vagnhallen började användas på riktigt. Från början var det mycket problem med signalsystemet runt hallen. Det tog nästan 2 år innan det fungerade som det skulle.
Spårvagnar kommer in i hallen på kvällen från linje 2, 5 eller 6. På morgonen åker vagnar ut som linje 1, 7, 8, 3 och 2. Detta för att infarten till hallområdet är från stan och utfarten västerut. Linjerna 1, 7, 8 och 2 går västerut mot Frölunda, och linje tre har sin ändhållplats på Marklandsgatan, strax väster om Vagnhallen Slottsskogen.
I hallen pågår mest kvällsaktiviteter, men dagtid arbetas det med krockskador och renoveringar av M29:or.

## Spår
Tre av hallens spår (4, 5 och 6) är delvis placerade inomhus. Spår 4 och 5 är till för översyn. Spår 6 är till för M29:or som krockskadats eller ska på revision. Spår 6 har tre 10 meter långa sänkbord.